# Liste der Monuments historiques in Saint-Caprais (Allier)
Die Liste der Monuments historiques in Saint-Caprais (Allier) führt die Monuments historiques in der französischen Gemeinde Saint-Caprais auf.

## Liste der Objekte
| Bezeichnung | Beschreibung          | Standort                        | Kennzeichnung | Schutzstatus | Datum | Bild |
| ----------- | --------------------- | ------------------------------- | ------------- | ------------ | ----- | ---- |
| Glocke      | Bronze, 1711 gegossen | in der Kirche St-Caprais (Lage) | PM03000435    | Classé       | 1943  |      |